# اوکسیان

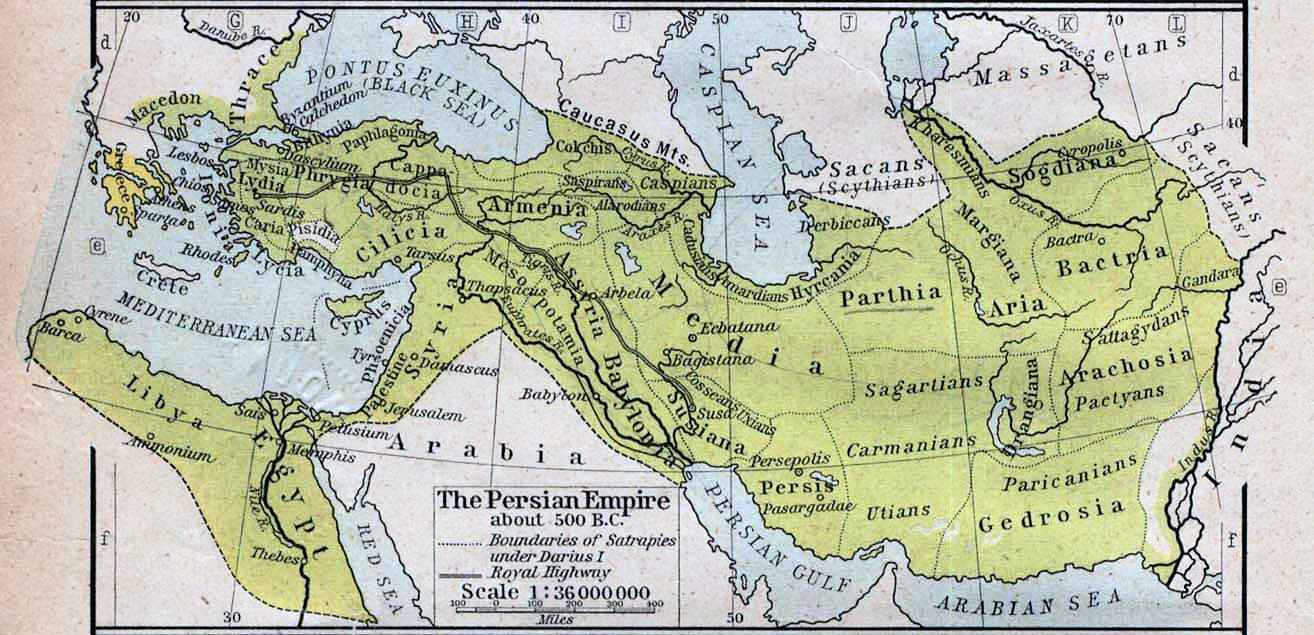
منطقه اوکسیان در نقشه نمایان شده

اوکسیان (Uxii یا Uxian) کنفدراسیونی از قبایل ایلامی شبه‌کوچ‌نشین بود که در کوه‌های زاگرس می‌زیستند.
این گروه توسط نئارخوس جزو چهار گروه اصلی منطقه در کنار الیمائی نام برده شده است. پیشهٔ اصلی آن‌ها دامپروری بوده‌است.
اوکسیان‌ها از ارتش‌های در حال عبور از منطقه‌شان باج می‌گرفتند؛ از جمله داریوش و اسکندر مقدونی. به همین دلیل، جنگ میان اوکسیان‌ها و اسکندر در دسامبر ۳۳۱ قبل از میلاد رخ داد.
اصالت اوکسیان‌ها به تمدن ایلام برمی‌گردد.
هوگو گروته معتقد است بختیاری‌ها بازماندگان اوکسیان هستند که اسکندر در حوالی ایذه با آن‌ها مبارزه کرده‌است. این گفته را نیز غلام حسین افضل الملک تأیید می‌کند. همچنین در این باره سردار اسعد بختیاری می‌نویسد اوجین‌ها (اوکسین‌ها) که در کوهستان‌های بین شوش و فارس می‌زیستند، امروزه به بختیاری معروفند.